# ياسماخ أدد
ياسماخ أدد هو الابن الأصغر لشمشي أدد الأول، ملك الأموريون في بلاد ما بين النهرين، عينه والده وأعطاه عرش مملكة ماري عام 1796 قبل الميلاد وكان مسؤولاً عن القسم الجنوبي الغربي من مملكة والده (التي كانت ماري عاصمتها) بما في ذلك نهر البليخ ونهر الخابور ونهر الفرات. تقع منطقته الإدارية على حدود ولاية يمحاض وبادية الشام، وكان والده يسيطر على الجزء الشمالي من المملكة من تل ليلان، وشقيقه الأكبر، إشمي دغان، كان يحكم المنطقة الجنوبية الشرقية من إكلاتوم. استولى على المدينة زميري ليم بعد موته والده وقُتل ياسماخ على أثرها وتولى زميري عرش مملكة ماري عام عام 1775 قبل الميلاد.